# Вечорек, Хенрик
Хе́нрик Пётр Вечо́рек (пол. Henryk Piotr Wieczorek; 14 декабря 1949, Хожув, Польша) — польский футболист и футбольный тренер. Выступал на позициях полузащитника и защитника.

## Карьера

### Клубная
Воспитанник футбольной школы при стадионе «Шлёнски» в Хожуве. Профессиональную карьеру Хернрик Вечорек начал в клубе «Рыбник», в составе которого дважды принимал участие в розыгрышах Международного Футбольного Кубка, позже выступал за «Гурник» (Забже), дважды становился призёром чемпионата Польши. В 1980 году перешёл во французский «Осер», где стал капитаном команды. Заканчивал карьеру в клубе «Мелён» в качестве играющего тренера.

### В сборной
В сборной Польши Хенрик Вечорек дебютировал 13 мая 1973 года в матче против сборной Югославии. Был в заявке сборной на чемпионате мира 1974 года, но на поле не выходил. На Олимпийском турнире игр в Монреале провёл один матч — финал против сборной ГДР. Всего за сборную сыграл 17 матчей и забил 2 мяча.

### Тренерская
После работы в «Мелёне» Вечорек возглавлял познаньскую «Олимпию» и «Шомберки». Был помощником Ежи Выробека в «Рухе» из Хожува, который под их руководством стал чемпионом Польши в сезоне 1988/89. Завершил тренерскую карьеру в 1995 году в «Урании» (Руда-Слёнска), выступавшей в Третьей лиге.

## Достижения
- Бронзовый призёр чемпионата мира: 1974
- Серебряный призёр летних Олимпийских игр: 1976
- Серебряный призёр чемпионата Польши: 1973/74
- Бронзовый призёр чемпионата Польши: 1976/77
- Обладатель Кубка польской лиги: 1977/78[3]

## Личная жизнь
Сын известного польского футболиста и тренера Теодора Вечорека (1923—2009).